# Kjell Roikjer
Kjell Roikjer (14. juni 1901 – 19. september 1999) var en dansk komponist og fagottist, der i mere end 30 år var medlem af Det Kongelige Kapel (1938-71). Han var medstifter og medlem af Blæserkvintetten af 1932 (1932-48). Som komponist var han meget produktiv og skrev mest for mindre besætninger og gerne for de mere sjældent benyttede instrumenter som f.eks. tuba, xylofon og saxofon. Han spillede i mange år som fagottist i Tivolis Koncertsals orkester, hvor han også var orkestrets nodearkivar. Med sin enestående erindringsevne blev han en vigtig kilde for Martin Granau, da denne skrev tobindsværket om Radiosymfoniorkestret Holms visjon i 2000.
Gift med Gudrun Roikjer med hvem han fik tre børn.